# Бервень
Бервень, Бервені (рум. Berveni) — село у повіті Сату-Маре в Румунії. Адміністративний центр комуни Бервень.
Село розташоване на відстані 462 км на північний захід від Бухареста, 31 км на захід від Сату-Маре, 138 км на північний захід від Клуж-Напоки.

## Населення
За даними перепису населення 2002 року у селі проживали 2562 особи.
Національний склад населення села:
| Національність | Кількість осіб | Відсоток |
| -------------- | -------------- | -------- |
| угорці         | 2245           | 87,6%    |
| румуни         | 216            | 8,4%     |
| цигани         | 91             | 3,6%     |
| німці          | 9              | 0,4%     |

Рідною мовою назвали:
| Мова      | Кількість осіб | Відсоток |
| --------- | -------------- | -------- |
| угорська  | 2341           | 91,4%    |
| румунська | 208            | 8,1%     |
| циганська | 10             | 0,4%     |